# Dżubb Dżasim
Dżubb Dżasim – wieś w Syrii, w muhafazie Aleppo, w dystrykcie As-Safira. W 2004 roku liczyła 211 mieszkańców.